# Peperomia philipsonii
Peperomia philipsonii är en pepparväxtart som beskrevs av Truman George Yuncker. Peperomia philipsonii ingår i släktet peperomior, och familjen pepparväxter. Utöver nominatformen finns också underarten P. p. panamensis.